# Gianluca Dal Corso
Gianluca Dal Corso (Mirano, 9 de janeiro de 2001) é um ex-voleibolista indoor e atualmente jogador de vôlei de praia italiano.

## Carreira
O voleibol de quadra foi a modalidade que iniciou. No vôlei de quadra atuou como ponteiro na temporada 2015-16 e disputou a Série C pelo Volley Sant'Angelo, no período de 2016-17 representou o Aeronautica Militare Club Italia na Série B, de 2016 a 2018, disputou a Série A2  pelo Club Italia Crai Roma, de 2018-19 esteve no Aeronautica Militare Club Italia Crai Roma, já na temporada de 2019-20 competiu na Série A3 pelo GoldenPlast Civitanova.
No vôlei de quadra, foi convocado para seleção italiana para disputar o Campeonato Europeu Sub-17 em Konyae obteve a medalha de ouro
e no mesmo ano esteve inscrito no Campeonato Europeu Sub-19 (posteriormente renomeado para Sub-18). Em 2018, representou a seleção na edição do Campeonato Europeu Sub-18 sediado em Zlín e conquistou a medalha de bronze, no ano seguinte, esteve relacionado para a preparação para disputar o Festival Olímpico da Juventude Europeia no verão de 2019 em Baku, o mesmo ocorrendo na convocação para o Campeonato Europeu Sub-20 em 2020.
Nas areias competia desde em 2018, ano que formou dupla com Marco Viscovich e conquistaram o título nacional na categoria Sub-19 em Caorle, nesta temporada terminaram juntos na vigésima quinta posição no circuito italiano na etapa de Catania. No ano de 2019, conquistam o bicampeonato no campeonato nacional Sub-19 em Caorle e no circuito italiano terminaram na quinta posição em Cirò Marina, e na décima posição no Finals em Caorle.
Em 2020, esteve com Marco Viscovich na conquista da medalha de bronze no Campeonato Europeu Sub-20 EM Brno e no mesmo ano disputou Campeonato Europeu Sub-22  de Esmirna ao lado de Tobia Marchetto e terminaram em quinto lugar. 
Em 2021, esteve com Tobia Marchetto na Continental Cup, terminaram em quarto lugar em Esmirna, e finalizaram em quinto no Campeonato Europeu Sub-22 em Baden, no circuito italiano, terminando em nono lugar em Bellaria Igea Marina e em sétimo lugar em Caorle. Juntos disputaram o circuito mundial, terminou em nono no torneio uma estrela de  Cervia quinto lugar no torneio uma estrela de Liubliana , foram vice-campeões no quarto evento de Sófia e Budapeste, ambos torneios uma estrela, também no torneio uma estrela no segundo evento em Sófia conquistou a medalha de bronze ao lado de Samuele Cottafava, depois, com Adrian Carambula terminou na décima sétima posição no Campeonato Europeu de Voleibol de Praia de 2021 em Viena e novamente com Marco Viscovich conquistou a medalha de prata no Campeonato Mundial Sub-21 de 2021 em Phuket.
A partir de 2022, formou dupla com Jakob Windisch e no circuito nacional terminaram na décima terceira posição em  Bellaria Igea Marina, quinto lugar em Termoli, sétimo em Caorle, foram vice-campeões nas etapas de Cordenons e Catania; e no circuito mundial terminaram na quinta posição no Future de Madrid, o décimo terceiro lugar no Future de Cervia, e alcançaram o trigésimo terceiro lugar no Mundial de Roma 2022, as medalhas de bronze nos Futures de Giardini Naxos, a medalha de ouro no Future de Lecce, a quinta posição no Future de Ciro Marina e encerrando os melhores resultados, o nono lugar no Challenge do primeiro evento em Dubai, a nona posição no Challenge das Maldivas, além de competirem juntos no Campeonato Europeu de 2022 em Munique e terminaram na vigésima quinta posição.
Em 2023,  retomou a parceria ao lado de Marco Viscovich e no circuito mundial conquistaram o quarto lugar no Future de Lecce, a medalha de bronze no Future de Messina e no Future de Corigliano Calabro-Rossano,
quinto lugar no Future de Cervia e no Challenge de Haikou; ainda disputaram o circuito nacional juntos, foram vice-campeões em Palinuro, Montesilvano e Cirò Marina, campeões em Catania e Vasto, sétima posição em Cordenons e o terceiro lugar em  Bellaria Igea Marina e foram semifinalistas na II edição dos Jogos do Mediterrâneo de Praia de 2023 em Heraclião.

## Títulos e resultados
- Future de Lecce do Circuito Mundial de 2022
- 1* de Budapeste do Circuito Mundial de 2021
- 1* de Sófia IV do Circuito Mundial de 2021
- Future de Corigliano Calabro-Rossano do Circuito Mundial de 2023
- Future de Messina do Circuito Mundial de 2023
- Future de Giardini Naxos do Circuito Mundial de 2022
- 1* de Sófia II do Circuito Mundial de 2021
- Future de Lecce do Circuito Mundial de 2023
- Jogos do Mediterrâneo de Praia de 2023